# 社會科學學士
社會科學學士（BSS,  B.Soc.Sc., or B.Soc.Sci.）需要在高等教育机构学习三到四年的社会科学，主要是由大英國協創立。
它与其他标准本科学位不同，社会科学学士只专注于理论、社会统计、量化和質性社会研究、社会科学哲学和科学方法。

## 領域
社會科學學士的学科和研究领域包括人类学、犯罪学、经济学、环境规划、地理学、社区发展、历史、人类生态学、人类服务、国际发展、劳资关系、政治学、心理学、人口学、公共卫生、公共政策、可持续性、统计和社会学。
社會科學學士也可以作为双学位与文学学士、法学学士、教育学学士、社会工作学士或经济学学士相结合。也可以通过荣誉学位和其他研究生工作来強化学习和研究。